# سار گونه‌بلوطی
سار گونه‌بلوطی (نام علمی: Agropsar philippensis) نام یک گونه از سرده سارهای آسیایی است.